# Hagedisijsvogel
De hagedisijsvogel (Todiramphus saurophagus) is een ijsvogelsoort die voorkomt langs de kusten van Oost-Indonesië, Nieuw-Guinea en de Salomonseilanden.

## Herkenning
De hagedisijsvogel is een vrij grote ijsvogel die 28 centimeter lang is. De vogel heeft een witte kop, borst, buik en rug. Alleen de vleugels en de staart zijn blauw en het onderste deel van de rug is groen.

## Verspreiding en leefgebied
Er worden drie ondersoorten onderscheiden. De nominaat heeft het grootste verspreidingsgebied, de andere ondersoorten zijn eilandendemen.
- T. s. saurophagus: van de Noord-Molukken tot de Salomonseilanden.
- T. s. anachoreta: Ninigo-eilanden ten noorden van Nieuw-Guinea.
- T. s. admiralitatis: Admiraliteitseilanden.

Deze ijsvogel is een typische bewoner van kusten die voorkomt in mangrovebos en kokospalmplantages. Daar foerageert de vogel op krabben, hagedissen - vandaar de naam -, vis en grote insecten. Hij broedt in boomholtes.

## Status
De kans op de status kwetsbaar (voor uitsterven) uiterst gering omdat de vogel voorkomt in een groot gebied. De grootte van de populatie is niet gekwantificeerd, maar de aantallen zijn stabiel. Om deze redenen staat hagedisijsvogel als niet bedreigd op de Rode Lijst van de IUCN.